# گل‌خورک والتون
گل‌خورک والتون، سگ ماهی، گل چراغ(نام علمی: Periophthalmus waltoni)  نام یک گونه از سرده گل‌خورک‌ماهی است. این ماهی بدن خاکستری یا متمایل به قهوه‌ای با لکه‌های تیره دارد.اولین باله پشتی تیره، روی نیمی از پایه باله پشتی در بین شعاع‌ها لکه‌هایی وجود دارد، پایه دومین باله پشتی متمایل به قهوهای با خطوط طولی متمایل به سفید در میانه و خطوط متمایل به سیاه در بالای آن. باله سینه‌ای و دمی و مخرجی تیره و گاهی همراه با خال‌های تیره رنگ. اندازهٔ متوسط آن ۱۵۰ میلیمتر است. زیستگاه در حاشیه رودخانه‌ها، دریاچه‌های با آب نسبتا گرم و بستر گلی یا ماسه‌ای که دارای تعداد زیادی حفرهٔ خالی باشد، به سر می‌برد. رنگ آب در این مناطق کدر است. این گونه می‌تواند آلودگی گلی زیادی را تحمل کند.
پراکنش: رودخانه‌های دجله و کارون و حوضه‌های مکران، هرمز و خلیج.

## منبع
۱.صادقی، سید ناصر؛۱۳۸۰، ویژگیهای زیستس و ریخت‌شناسی ماهیان جنوب ایران(خلیج فارس و دریای عمان)انتشارات نقش مهر
۲.اسدی، ه و دهقانی پشترودی؛۱۳۷۵؛ اطلس ماهیان خلیج فارس و دریای عمان؛ موسسه تحقیقات و آموزش شیلات ایران